# Eumida notata
Eumida notata är en ringmaskart som först beskrevs av Langerhans 1880.  Eumida notata ingår i släktet Eumida och familjen Phyllodocidae. Inga underarter finns listade i Catalogue of Life.